# Eurycea spelaea
Eurycea spelaea é um anfíbio caudado da família Plethodontidae endémica dos Estados Unidos da América.
Os seus habitats naturais são: nascentes de água doce, sistemas cársticos interiores e cavernas.
Está ameaçada por perda de habitat.